# 貴港市高級中學
贵港市高级中学，簡稱貴高、貴港高中，是中華人民共和國广西壮族自治区贵港市一所全日制、寄宿制公办示範性普通高中，前身是創辦於1907年（清光绪三十三年）貴縣縣立高等小學堂，1989年更名爲貴港市高級中學。

## 歷史沿革
貴港市高級中學前身是1907年（清光绪三十三年）創辦的貴縣縣立高等小學堂。1913年，改辦为貴縣縣立中學，當年開始招收2個班，學制4年，是爲新學制中學之始。1921年2月，開始招收女生，開男女同校同班之先河。1938年冬，貴縣縣城遭日軍飛機轟炸，學校遷至貴縣北東鄉（今覃塘區山北鄉）尚龍巖上課。1941年春遷回原址，同年改爲貴縣第一初級中學。1944年，在東湖北端建成高中部校舍並招收2個高中班新生，成爲完全中學。中华人民共和国建立后，学校于1954年在聖塘南岸建成新校舍，高中部遷至此處，初中部則與貴縣達開初中調換校舍。1959年，高中部與初中部單獨設校，高中部建成貴縣高級中學。1970年因受到文化大革命的影响停辦，1978年復辦，1985年起增招初中班，校名不變。1989年，更名爲貴港市高級中學。:934

## 榮譽
1961年，该校被評爲廣西重點中學；2003年，被評為广西首批示范性普通高中。